# Chebská smlouva

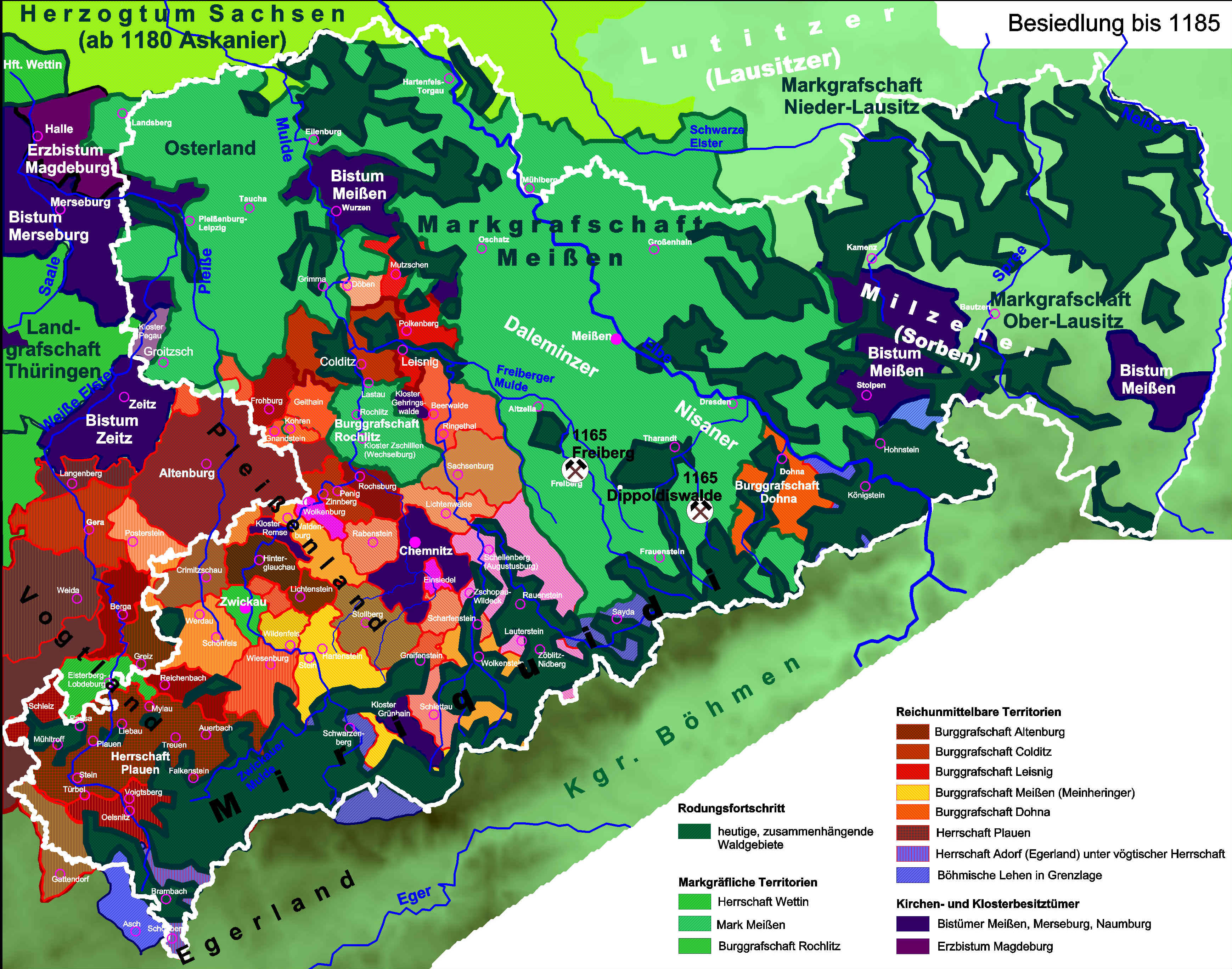
Feudální panství podél česko-saské hranice ve středověku

Chebská smlouva (německy Vertrag von Eger) byla dohoda, uzavřená 25. dubna 1459 v Chebu mezi Českým královstvím a Saským kurfiřtstvím. Smlouva pevně stanovovala hranice mezi oběma zeměmi podél hřebene Krušných hor a středem toku Labe.
Předchůdcem této smlouvy byla dohoda uzavřená 15. listopadu 1372 v Pirně na hradě Sonnenstein mezi císařem Karlem IV. a míšeňskými markrabaty Fridrichem III., Baltazarem a Vilémem I.
Hranice stanovená v Chebu je téměř v nezměněné podobě platná dodnes a řadí se tak k nejstarším dodnes platným, dohodou vymezeným hraničním liniím v Evropě.

## Předmět smlouvy
Ve smlouvě dohodli saský kurfiřt Fridrich Jemnocitný a saský vévoda Vilém s českým králem Jiřím z Poděbrad, že města, hrady, trhy a vsi ležící na jih od této hranice (Most, hrad Osek, Duchcov, ad., se všemi svými cly, mýty, rentami, leníky atd.) budou napříště nesporně české, zatímco území severně od hranice, v Durynsku, v Míšensku či ve Fojtsku, se všemi dvory, statky a hrady připadají Sasku, čímž byly trvale odstraněny dosavadní hraniční spory.
Uzavření dohody mělo značný význam, neboť dříve se hranice často měnila, vybíhala hluboko do vnitrozemí obou států (Čechy tak např. sahaly až k Pirně) a mezi oběma většími státy leželo mnoho téměř nezávislých panství a státečků, které se, podle okolností, klonily tu na jednu, tu na druhou stranu (včetně těch již v době podpisu smlouvy zaniklých, šlo např. purkrabství Míšeň, purkrabství Donín, panství Schwarzenberg, panství Osek, panství Hohnstein-Wildenstein, tzv. Schönburská panství, panství Wildenfels aj.). Hraniční dohoda ovšem nerušila status českých zahraničních lén, která v Sasku a Durynsku přetrvala až do roku 1806. Smlouva byla zpečetěna svatbou královy dcery, Zdenky z Poděbrad s kurfiřtovým bratrem Albrechtem, taktéž v Chebu.

## Pozdější změny
Jedinou podstatnou změnou, nepočítaje zánik zmíněných českých lén, je dohoda mezi saským vévodou Mořicem a českým králem Ferdinandem I. Habsburským, kterou si oba vladaři následkem vítězné šmalkaldské války a Wittenberské kapitulace rozdělili roku 1547 jako válečnou kořist panství Schwarzenberg (nemá nic společného s knížecím rodem Schwarzenbergů). Čechám tehdy připadly obce Boží Dar a Horní Blatná.

## Současné recepce
V letech 2009-2012 uspořádala tehdejší Iniciativa pro děčínský zámek spolu se správou saského zámku Weesenstein dlouhodobý přeshraniční projekt Grenzräume/hranice, 550. výročí podepsání chebské smlouvy. Projekt měl jak svou odbornou stránku (vědecká konference na zámku Weesenstein), tak popularizační stránku zaměřenou na podporu turistického ruchu a zlepšení kulturně-historického povědomí v česko-saském příhraničí. V rámci projektu byly vydány dvě publikace a projekt měl webové stránky. 